# История английского языка

Страны, где английский язык является государственным или родным языком большинства. Квебек показан как части страны
Страны, где английский язык является официальным языком, но не языком большинства

История английского языка — процесс, в результате которого диалект одного из германских племён, на котором в V веке говорили жители Британии, за полтора тысячелетия превратился в язык, на котором общаются более 2 млрд человек по всему миру.
Английский язык является западногерманским языком, который возник на основе англо-фризских наречий, привнесённых в Британию в V—VII веках н. э. германскими завоевателями и поселенцами нынешней Северо-Западной Германии, Западной Дании и Нидерландов.
Древнеанглийский язык англосаксонской эпохи развился в среднеанглийский язык, на котором говорили со времён нормандских завоеваний и до конца XV века. Значительное влияние на формирование английского оказали контакты с северогерманскими языками, на которых говорили скандинавы, завоевавшие и колонизировавшие Британию с VIII по IX век; этот контакт привёл к многочисленным лексическим заимствованиям и грамматическим упрощениям. Влияние на язык оказали завоевания норманнов, которые говорили на старонормандском языке, который в Британии развился в англо-нормандский язык. Много норманнских и французских заимствований вошло в языковую лексику, относящуюся к церкви и судебной системе. Система орфографии, утвердившаяся в среднеанглийский период, используется и сегодня.
Ранний современный английский язык — язык Шекспира, был распространён примерно с 1500 года. В нём нашли отражение многие заимствования эпохи Ренессанса с латинского и древнегреческого языков, а также заимствования из других европейских языков, включая французский, немецкий и голландский. Изменения в произношении в этот период включали в себя «великий сдвиг гласных» (фонетические изменения в английском языке в XIV—XV веках), что сказалось на свойствах долгих гласных. Современный английский язык, на котором говорят и поныне, был в употреблении с конца XVII века. Со времён Британской колонизации английский язык получил распространение в Великобритании, Ирландии, США, Канаде, Австралии, Новой Зеландии, Индии, части Африки и в других странах. В настоящее время он также является средством межнационального общения — лингва франка.
Древнеанглийский язык включал в себя различные группы диалектов, отражающих происхождение англосаксонских королевств, созданных в разных районах Великобритании. В итоге западно-саксонский диалект языка стал доминирующим. Большое влияние на среднеанглийский язык оказал древнеанглийский язык. Разновидностью английского языка является шотландский язык. На нём традиционно говорят в некоторых районах Шотландии и Северной Ирландии. Иногда он рассматривается как самостоятельный язык.

## Протоанглийский
Английский язык имеет корни в языках германских народов Северной Европы. Во времена Римской империи большинство германских поселений (Германия) оставалось независимыми от Рима, хотя некоторые юго-западные районы находились в составе империи. Некоторые германцы служили в римской армии. Войска германских племён, таких как тунгры, батавы и фризы, служили в Британии под римским началом. Германские поселения расширились в период Великого переселения народов с падением Западной Римской империи.
Языки, на которых говорили германские народы, изначально поселившиеся в Великобритании, входили в состав западно-германской ветви германской языковой семьи. Они состояли из диалектов ингвеонской группы языков (названо в честь большой группы германских племён ингевоны), на которых говорили северные народы современной Дании, Северо-Западной Германии и Нидерландов. Из-за некоторого сходства между древнеанглийским и древнефризским языками эта группа получила название Англо-фризские языки.

## Древнеанглийский язык

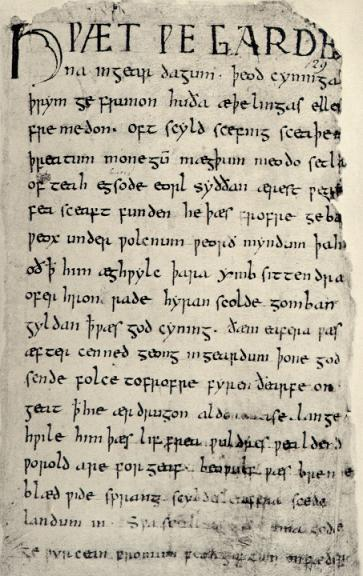
Первая страница рукописи Беовульф

Около 800 г. до н. э. в Британию с материка переселялись представители индоевропейцев — кельты. Обитавший до них на этой территории народ не оставил никаких следов в английском языке.
В 55 — 54 годах до н. э. в Британии появились римляне. Гай Юлий Цезарь совершил сюда два похода. В 44 г. до н. э. Британия была объявлена провинцией Римской империи. Остров посещали императоры Клавдий, Адриан, Септимий Север.
По распоряжению императора Гонория Британия перестала быть римской провинцией. В 449 году на территорию Британии проникли германские племена англов, саксов, ютов и фризов. Англосаксонское наречие стало вытеснять язык кельтов из повседневного употребления. В современном английском языке к языку бриттов восходят названия английских поселений и водоемов. Например, Эйвон (Avon — «река» по-кельтски).
Из диалектов германских поселенцев был создан язык, который в будущем будет называться англосаксонским, сейчас его чаще называют древнеанглийским языком. Этот язык вытеснил кельтские и латинский языки из Римской Британии, большинства районов Великобритании, которые позже вошли в Королевство Англия, в то время как кельтские языки сохранились в районах Шотландия, Уэльс и Корнуолл.
Через германцев английский язык заимствовал несколько латинских слов: wine «вино» — лат. vinum; pear «груша» — лат. pirum; pepper «перец» — лат. piper.
К настоящему времени древнеанглийский язык частично сохранился в диалектах современного английского языка. К четырём основным диалектам языка относились: мерсийский (язык англосаксонской царства Мерсии), нортумбрийский (язык средневекового королевства Нортумбрии), кентиш (язык королевства Кент) и западно-саксонский; последний из них лёг в основу литературного норматива в древнеанглийский период, хотя доминирующими формами среднеанглийского и современного английского стал диалект Мерсии.
На древнеанглийском языке были впервые записаны рунические тексты, называемые Англосаксонскими рунами (известны как рунический алфавит), позже они были заменены на Древнеанглийский латинский алфавит. На древнеанглийском языке писались многие произведения времён Альфреда Великого. Самой известной сохранившейся работой на древнеанглийском языке является эпическая поэма «Беовульф», сочинённая неизвестным поэтом.
Литературным памятником древнеанглийского периода стала Англосаксонская летопись. Она представляет собой ряд объединённых в одну книгу записей событий. Эти записи велись с VII века в англосаксонских монастырях. В второй половине IX век он был дополнен в Уинчестере, столице Уэссекской Англии.
Вот как пишется молитва Отче наш на древнеанглийском и современном английском языках:
| На древнеанглийском языке: Fæder ure þu þe eart on heofonum, sie þin nama gehalgod. To becume þin riċe, geweorþe ðin willa, on eorðan swa swa on heofenum. Urne gedæġhwamlican hlaf sele us todæġ, and forgief us ure gyltas, swa swa we forgiefað urum gyltendum. And ne ġelæd þu us on costnunge, ac alies us of yfele. Soþlice. | В современном написании: Father ours, thou that art in heaven, Hallowed be thy name. Come thy rich (kingdom), Worth (manifest) thy will, on earth also as in heaven. Our daily loaf sell (give) us today, and forgive us our guilts as also we forgive our guilty. : And 'ne lead' (lead not) thou us in temptation, but loose (release) us of evil. Soothly. |  |

В 600-х годах папа римский Григорий I Великий послал в Британию для проповеди Евангелия монаха Августина — «апостола Англии». В то время англосаксонские завоеватели были язычниками и враждебно относились к христианству. Деятельность Августина и его помощников оказалась успешной. Король Кента Этельберт (Ethelbert) приняв христианство, построил в Кентербери христианскую церковь (Canterbury, лат. Cantuaria), а сам Августин стал архиепископом Кентерберийским.
С принятием христианства в древнеанглийский язык вошли более 400 латинских заимствований, включая такие слова, как master,  priest, paper, school; множество греческих заимствований (Church от греческого слова κυριακή — «господень (дом)»; Bishop «епископ» от греческого слова επίσκοπος «присматривающий»). Язык восточных и северных районов Англии находился под влиянием Древнескандинавского языка.
В современном английском языке около половины часто используемых слов имеют древнеанглийские корни. В грамматике древнеанглийского языка было гораздо больше склонений, чем в современном английском языке, более свободной была типология порядка слов, грамматически язык был очень похож на современный язык Германии. Древнеанглийский язык постепенно переходил в среднеанглийский после Нормандского завоевания 1066 года, когда появился старонормандский диалект французского языка.
Грамматика древнеанглийского языка имела следующие особенности: существительные, местоимения, прилагательные и определения имели пять падежей (именительный, винительный, родительный, дательный и творительный), было два грамматических числа (единственное и множественное) и три грамматических рода (мужской, женский и средний род). Первое и второе лица личных местоимений имели двойственные формы при обращения к двум людям, имелись также обычные формы единственного и множественного числа. Глаголы имели девять основных спряжений (семь сильных и два слабых) с многочисленными подтипами, а также несколько прочих спряжений и несколько неправильных глаголов. Грамматический род существительного не обязательно соответствовал истинному полу, даже для существительных, относящийся к людям. Например, слово sēo sunne (Солнце) было женского рода, слово se mōna (Луна) было мужского рода, а þæt wīf «женщина/жена» было среднего рода.
В древнеанглийском языке ударные слоги могли выделяться ударением неодинаковой силы. Существовали две степени ударения: ударение главное и ударение второстепенное. Соответственно было установлено три категории слогов: главноударные, второстепенноударные и безударные слоги.

### Скандинавское влияние

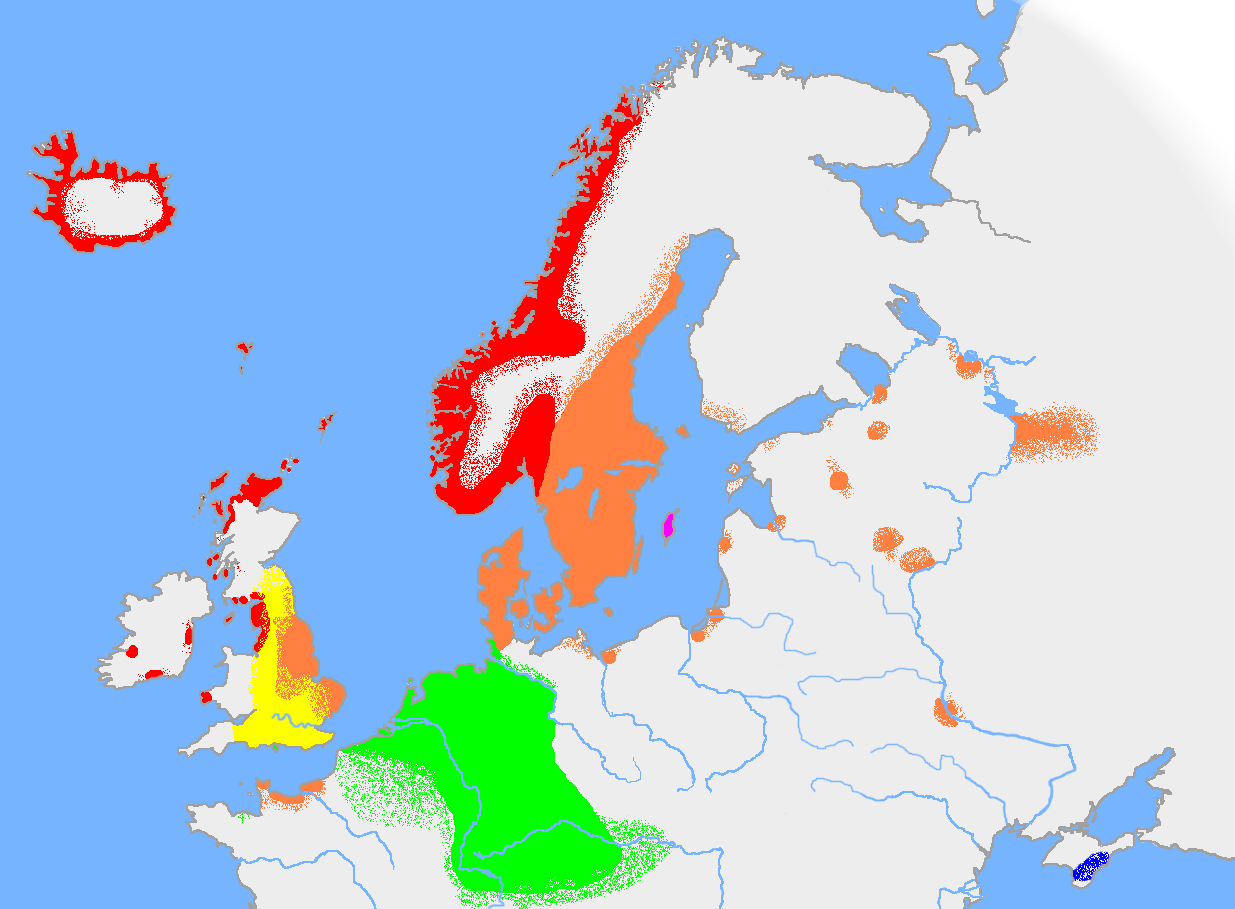
Западный древнескандинавский диалект
Древневосточный норвежский диалект
Древнегутнийский язык
Древнеанглийский язык
Другие германские языки
Крымско-готский диалект

С конца VIII века н. э. Викинги из Норвегии и Дании осуществляли военные рейды в Великобританию. В 865 году было начато масштабное вторжение армии, которую англосаксы называют Великая языческая армия, которая в итоге привела к скандинавскому правлению в большей части Северной и Восточной Англии. Большинство из этих областей было отбито англичанами под командованием Эдуарда Старшего в начале X века, хотя Йорк и Нортумбрия не были отбиты до самой смерти Эрика I Кровавая Секира, наступившей в 954 году. Скандинавские набеги возобновились в конце X века, во время правления Этельреда Неразумного и Свена I Вилобородого.
Скандинавы, или норманны, говорили на диалекте Скандинавского языка, известного как древнескандинавский язык. Англосаксы и скандинавы говорили на родственных языках разных групп (Запад и Север) германской языковой семьи; многие из их лексических корней были одинаковыми или похожими, хотя их грамматические системы заметно отличались. Многие географические названия в этих районах имеют скандинавское происхождение; считается, что переселенцы часто создавали новые поселения в местах, которые ранее не были обжиты англосаксами. Обширные языковые контакты между носителями древнеанглийского и древнескандинавского языков и смешанные браки, повлияли на языки, на которых говорят в местах смешения народов. Некоторые учёные[кто?] даже считают, что древнеанглийский и древнескандинавский языки прошли своего рода синтез и перемешивание и в результате английский язык может быть описан как смешанный язык или креольский язык.
Древнеанглийский язык заимствовал из древнескандинавского около двух тысяч слов, из которых несколько сотен сохранились в современном английском языке.
Древнескандинавские заимствования включают в себя многие распространённые слова, такие как anger, bag, both, hit, law, leg, same, skill, sky, take, window, и даже местоимение  they. Скандинавское влияние, как считается, способствовало принятию множественного числа связочных слов, ускорило морфологические упрощения в среднеанглийском языке, такие как утрата грамматической категории рода. Произошло упрощение падежных окончаний, получили распространение фразовые глаголы.

## Среднеанглийский язык
Среднеанглийский язык — форма английского языка, на котором говорили после Нормандского завоевания (с 1066 года до конца XV века).
На протяжении нескольких столетий после завоевания Англии норманнские короли, придворные и знать Англии и других стран Британских островов говорили на англо-нормандском языке. Купцы и мелкие дворяне часто были двуязычными людьми, говорившими на англо-нормандском и английском языках, при этом английский язык продолжал оставаться языком простонародья. Среднеанглийский язык оказал влияние на англо-нормандский, а позднее — на англо-французский язык (см. Англо-нормандский язык).

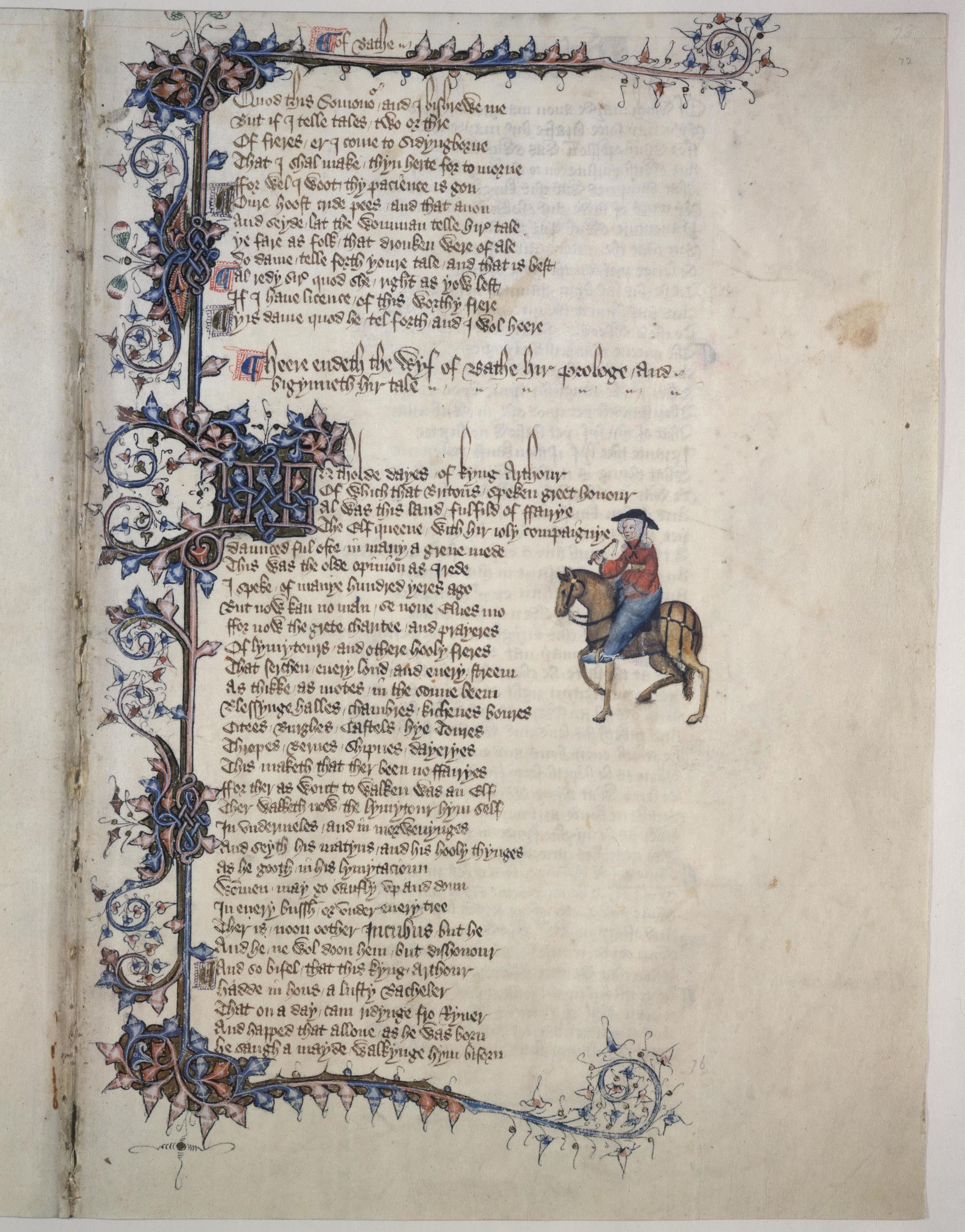
Пролог произведения «The Wife of Bath’s Tale» из Кентерберийских рассказов

До XIV века англо-нормандский, а затем французский были языками судопроизводства и правительственных учреждений. Даже после понижения статуса стандартный французский язык сохранил статус официального или престижного языка. Около 10 000 французских слов с того времени вошли в английский язык. Это, в частности, термины, связанные с государством, церковью и законами, военные термины, мода и еда (см. Английский язык, происхождение слов). Сильное влияние на английский язык в это время оказывал и Древнескандинавский язык. Некоторые ученые выдвигали гипотезы, что среднеанглийский был своего рода креольским языком, выработанным в результате контактов на древнеанглийском, древнескандинавском или англо-нормандском языках.
Английская литература появилась после 1200 года, когда изменение политического климата и сокращения в англо-нормандском языке сделали его более респектабельным. Оксфордские провизии (Provisions of Oxford), выпущенные в 1258 году, были первым английским правительственным документом, опубликованным на английском языке после Нормандского завоевания. В 1362 году Эдуард III стал первым королем, говорящем в парламенте на английском языке. В документе Акт о судопроизводстве на английском языке английский был признан единственным языком, на котором должны проводиться судебные разбирательства, хотя официальные записи по прежнему велись на латыни. К концу века даже королевский суд перешел на англоязычное делопроизводство. Англо-нормандский язык использовался в ограниченных кругах несколько дольше, но он уже перестал быть живым языком. В XV веке официальные документы начали публиковаться только на английском языке. Писатель Джеффри Чосер, живший в конце XIV века, является самым известным автором среднеанглийского периода, а его самое известное произведение — «Кентерберийские рассказы».
В рассматриваемый период лексика, произношение и грамматика английского языка существенно изменились. Грамматические различия утратили многие существительные и прилагательные, окончания прошли морфологические выравнивания к -e. Английское множественное число с окончанием на -en уступило окончанию -s (сохранились лишь некоторые исключения, например, children и oxen), был отменен грамматический род.
Орфография английского языка в этот период также находилась под влиянием выходцев из Франции. Звуки /θ/ and /ð/ в этот период чаще описываются буквенным сочетанием th, а не со древнеанглийскими буквами þ (шип) и ð (эт), которых не было у нормандцев. Эти буквы остались в современном Исландском и Фарерском алфавитах, будучи заимствованным из древнеанглийского языка через Древнескандинавский язык.

## Ранненовоанглийский язык

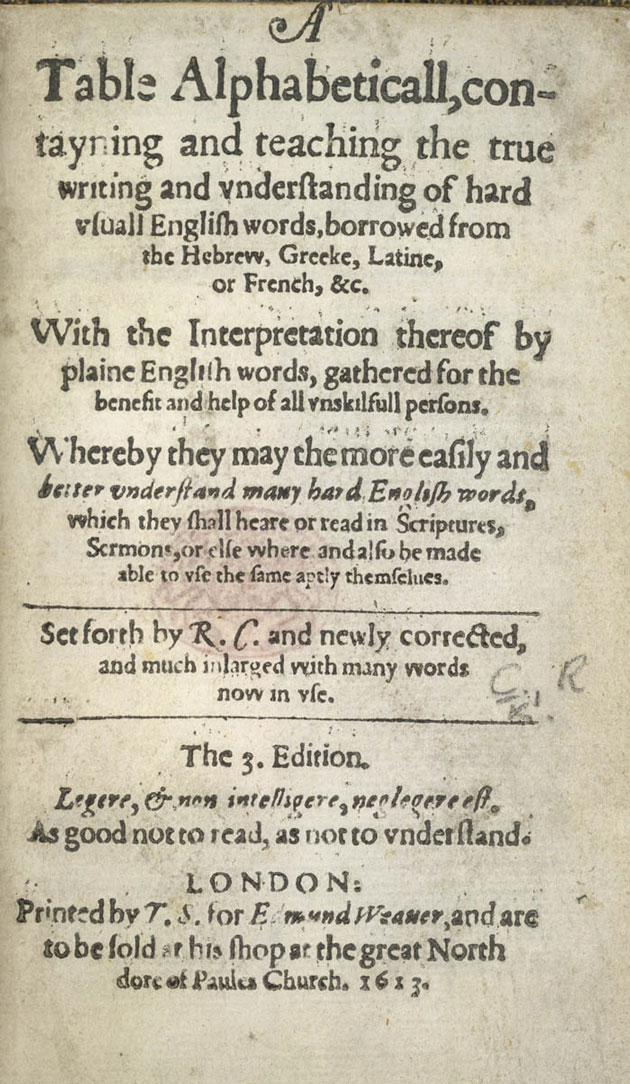
Первый английский словарь Table Alphabeticall

В XV веке английский язык претерпел большие изменения в фонетике, правописание же осталось практически неизменным. Современный английский язык является результатом великого сдвига гласных, который проходил в основном в XV веке. На язык оказало влияние распространение стандартизированного лондонского диалекта в органах власти и управлении, стандартизация печатной продукции. Как следствие, язык приобрел такие термины, как «accent» и «dialect». Во времена Уильяма Шекспира (середина XVI — начало XVII века), английский язык становится похож на современный английский язык. Этот вариант языка получил название ранненовоанглийского или раннесовременного. В 1604 году был издан первый словарь под названием Table Alphabeticall. Словарь был создан Робертом Кодри.
Полное название словаря: A table alphabeticall conteyning and teaching the true writing, and understanding of hard vsuall English wordes, borrowed from the Hebrew, Greeke, Latine, or French, &c. With the interpretation thereof by plaine English words, gathered for the benefit & helpe of ladies, gentlewomen, or any other unskilfull persons. Whereby they may the more easilie and better vnderstand many hard English wordes, vvhich they shall heare or read in scriptures, sermons, or elswhere, and also be made able to vse the same aptly themselues (Таблица Table Alphabeticall учит верно писать и понимать английские слова заимствованные из иврита, греческого, латыни или французского и т. д. с их интерпретацией на английский. Слова собраны в пользу и на помощь дам, знатных и простых людей. При этом они смогут легче и лучше понимать многие английские слова, которые они слышали в проповедях, читали в писаниях или каком другом месте.)
Повышение уровня грамотности населения, предпринимаемые людьми поездки и путешествия способствовали принятию языком многих иностранных слов, особенно заимствованных из латинского и греческого языков времен эпохи Возрождения. В XVII веке латинские слова часто используются с их оригинальными произношениями, которые позже нивелировались. В этот период английский язык заимствовал многие слова из итальянского, немецкого и идиш. Несмотря на неприятие и сопротивление, в этот период началась американизация языка.
В этот период слова латинского происхождения, ранее уже заимствованные из французского языка, снова входили в английский язык, но уже в своей изначальной латинской форме, образуя альтернативные вариации и дублеты (например, frail с fragile — слабый, хрупкий). Наиболее авторитетным противником латинских заимствований был Джон Чик (1514—1557), ректор Королевского колледжа в Кембридже. Он даже перевел Евангелие от Матфея, использовав ряд придуманных им самим слов вместо латинских (вместо resurrection (воскресение) он придумал слово gainrising, вместо centurion (центурион, сотник) — hundreder и т. п.).
На разных этапах формирования современного английского языка происходили изменения в сопряжении глаголов. Во 2-м и 3-м лице единственного числа изменения были следующими:
|           | Среднеанглийский | Ранненовоанглийский              | Современный английский язык |
| --------- | ---------------- | -------------------------------- | --------------------------- |
|           | (thou) thinkest  | (thou) thinkest / (ye/you) think | you think                   |
| He/she/it | thinketh         | thinketh / thinks                | thinks                      |

## Новоанглийский язык

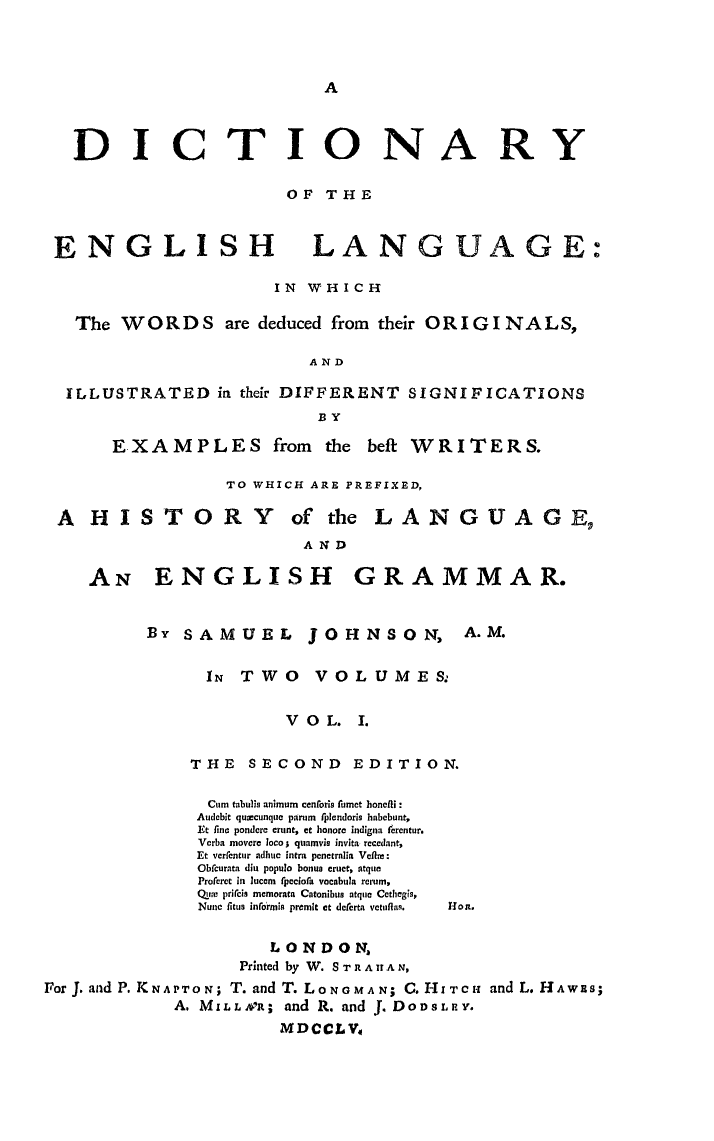
Первая страница второго издания словаря английского языка

Первый авторитетный и полнофункциональный английский словарь Dictionary of the English Language был опубликован Самуэлем Джонсоном в 1755 году. В словаре приведены слова в стандартной английской орфографии и их словоупотребления. Между тем, в текстах грамматик, авторы Lowth, Мюррей, Пристли пытались в большей степени упорядочить правописание и словоупотребление английских слов.
В современном английском языке есть много слов, возникших в связи с промышленной революцией и технологиями, которые создали потребность в новых словах, а также благодаря международному развитию языка. На пике развития Британской империи, когда она занимала четверть земной поверхности, в английский язык вошли иностранные слова многих стран. Британский английский и американский английский стали двумя основными разновидностями языка, на которых ныне говорят около 400 миллионов человек. Британское нормативное произношение английского является традиционным стандартом. Общее число говорящих на английском языке по всему миру может превысить один миллиард человек. 
В XX веке английский язык стал главным мировым языком международного общения. Во многом это было связано с экономическим доминированием США. Особенностью современного английского языка стала его вариативность. Так, японский исследователь Яно выделяет шесть региональных вариантов английского языка: евроанглийский, азиатский английский, африканский английский, арабский английский, английский Латинской Америки и английский как родной. Если до Первой мировой войны лишь примерно треть всех научных публикаций была на английском, треть — на французском и еще треть — на немецком, то участие и поражение Германии в этой войне привело к тому, что после войны бельгийские, французские и британские ученые устроили бойкот своим немецким коллегам — их не пускали на конференции, не публиковали в европейских научных журналах. Всё это способствовало тому, что именно английский язык стал главным языком науки, при том что немецкий до Первой мировой войны считался основным в ряде научных дисциплин (например, в химии).

## Происхождение артиклей
Современные неопределённый и определённый артикли в английском языке произошли от местоимений древнеанглийского языка. В настоящее время часть лингвистов считает, что артикли не являются самостоятельной частью речи, а относятся к разновидностям неопределённых и указательных местоимений.
В древнеанглийском языке существовали указательные местоимения мужского рода se (тот), женского рода seo (та) и среднего рода thæt (то). Постепенно под влиянием французского языка артикли стали выступать как служебные части речи, указывающие на единичный характер предмета, обозначаемого существительным, с которым они использовались.
С течением времени уточняющая функция указательных местоимений получила широкое распространение, и на смену им в подкласс указательных местоимений пришли другие слова. Указательное местоимение thæt, входившее в состав группы местоимений, откололось от них и вошло в состав группы указательных местоимений, сложившихся в среднеанглийский период. В XII веке отдельные формы местоимений мужского и женского рода отмерли, а из формы среднего рода образовались единый определённый артикль the и четыре формы указательных местоимений: this — этот, that — тот, these — эти и those — те.
С развитием английского развивался не только определённый, но и неопределённый артикль. Для него исходным материалом послужило древнеанглийское числительное an (один), которое в конце древнеанглийского периода ближе к XII веку употреблялось не только как числительное, но и как слово, указывающее на обобщенный характер существительного. Обобщённый характер употребления означает, что существительное используется не только для обозначения конкретно существующего предмета, лица, понятия, а для обозначения всей категории этого рода предметов и понятий.
В этом смысле неопределённый артикль с XII века приобретает значение один из. С этих времен оформились основные фонетические правила употребления неопределённого артикля an — он применялся в неударном положении в потоке речи. При этом происходило сокращение долгого [ɑ:] на краткое [ɑ], вследствие чего числительное an расщепилось на два слова: числительное an, которое в XII—XIII веках дало oon [ɑ:n] и позднее приобрело привычный нам вид one [wʌn], и неопределённый артикль an, который так и сохранился в языке с раннего среднеанглийского периода. С XIII века развивалась новая тенденция: отпадение конечного согласного n перед словами, которые начинались с согласного звука и употребление формы a. Таким образом, исторически основной формой неопределённого артикля является an.
Артикль a/an является исконным английским словом, которое не было заимствовано из какого-то другого языка под влиянием исторических изменений, а появилось в ходе естественной эволюции английского языка.

## Изменения в алфавите

Англосаксонские руны

Во II — III веке н. э. у древних германцев было в употреблении руническое письмо. Знаками этого письма были, имеющие своеобразное начертание руны. Всего различалось 24 знака. Около V века н. э. появилась письменность на английском языке. В записях использовались англосаксонские руны. С VII века происходила замена рун на латинские буквы, при этом в течение некоторого времени существовали разные написания.
К IX веку 24-значный рунический ряд сократился до 16 знаков. В дальнейшем с рунами смешивались латинские буквы, образуя Дальские руны. Англо-фризские (ингвеонские) племена к старому 24-значному руническому ряду добавили несколько новых знаков. В англосаксонском руническом ряде (около 700 г.) содержалось 28 рун. В руническом ряде в рукописи древнеанглийской Песни о рунах (IX—X в.) было 33 знака.
В IX—XII веках для письма использовался англосаксонский латинский алфавит (древнеанглийский латинский алфавит). Этот алфавит состоял из 24 букв, среди которых 20 были непосредственно латинскими буквами, две  —  модификации латинских букв (Ææ, Ðð) и две графемы заимствованы из рунического алфавита (Þþ, Ƿƿ). Буквы K, Q и Z не использовались в написании англосаксонских слов.
A B C D E F G H I L M N O P R S T U X Y Ƿ Þ Ð Æ
В 1011 году монах Бенедиктинского аббатства по имени Бёртферт (Byrhtferð) использовал для записей английский алфавит, состоящий из 23 букв латинского алфавита (без «J», «U» и «W»), дополненных амперсандом, четырьмя буквами, основанными на англосаксонских рунах: «ȝ» (yoȝ, йоуг), Вуньо («w»), Торн (звук [th]), «Ð» и лигатурой «Æ». Его вариант выглядел так:
A B C D E F G H I K L M N O P Q R S T V X Y Z & Ȝ Ƿ Þ Ð Æ
Вплоть до начала XIX века вместо s использовался знак «ſ», G имела вариант «Ᵹ». В среднеанглийском периоде языка вместо неё использовалась буква «ȝ».
В XVI веке в английском алфавите использовались буквы «U» и «J», как производные от «V» и «I», статус отдельной буквы получила лигатура «W» («VV»). Современный английский алфавит состоит из 26 букв:
A B C D E F G H I J K L M N O P Q R S T U V W X Y Z
В XIX веке предлагались альтернативные варианты алфавита. Примером является Дезеретский алфавит, разработанный в середине XIX века правлением Дезеретского университета (ныне Университет Юты) под руководством Бригама Янга. Автор заявлял, что этот алфавит должен заменить традиционный латинский алфавит, поскольку он точнее отражал фонетику английского языка. Другими проектами были стенография Питмена и алфавит Бернарда Шоу. Несмотря на поддержку, альтернативные алфавиты не получили широкого распространения.

## Фонологические изменения

### Введение
За последние 1200 лет английский язык претерпел значительные изменения в системе гласных и небольшие изменения в системе согласных.
В древнеанглийский период в ряде умлаут процессов (фонетическое явление сингармонизма, заключающееся в изменении артикуляции и тембра гласных) гласные в сложных отношениях и безударные гласные постепенно разрушаются, что в начале среднеанглийского периода в итоге привело к потере падежей и грамматических родов. Самым главным итогом умляут процессов была *i-мутация в около 500 года н. э., приведшая к изменению написаний слов, сохранившаяся к настоящему времени в существительных (foot вместо feet, mouse вместо mice, brother вместо brethren, fox вместо vixen); в глаголах (sold вместо sell); производных от прилагательных (strong вместо strength, broad вместо breadth, foul вместо filth); в словесных производных (food вместо to feed); в сравнительных прилагательных (old вместо elder). заднеязычные согласные были существенно изменены путем использования древнеанглийской фонологии. В них произошли такие изменения: speak вместо speech, drink вместо drench, wake вместо watch, bake вместо batch.
В среднеанглийский период происходили дальнейшие изменения в гласных. Наиболее значимым был Великий сдвиг гласных (около 1500 г. н. э.), который изменил произношение гласных. До сдвига произношение гласных было похоже на произношение в латинском языке, а фонетика самого языка была схожа с нидерландской или нижненемецкой. После великого сдвига два долгих гласных стали дифтонгами, а другие пять стали звучать иначе.
Основные изменения звуков были следующими: (звучание гласных обозначено с помощью международного фонетического алфавита).
- Звук /a:/ сначала превратился в [æː], потом в [ɛː] и [eː], и, наконец, в современном английском превратился в дифтонг [eɪ] (как в слове make). Древнеанглийский звук ā превратился в [ɔː] в среднеанглийском языке, поэтому древнеанглийское ā не соответствует современному дифтонгу /eɪ/.
- Звук /ɛː/ превратился в [eː], затем в [iː] (как в слове beak). В части слов, начинающихся с группы согласных, звучание стало — [eɪ] (как в слове break).
- Звук /eː/ стал как [iː] (как в feet).
- Звук /iː/ стал дифтонгом [ɪi], позже он стал звучать как [əɪ], и, наконец, стал дифтонгом [aɪ] (как в mice).
- Звук /ɔː/ превратился в [oː], затем в XVIII веке звук превратился в [oʊ] или [əʊ] (как в boat).
- Звук /oː/ стал как [uː] (как в boot).
- Звук /uː/ превратился в дифтонг [uʊ], затем в [əʊ], и, наконец, стал современным дифтонгом [aʊ] (как в mouse), в XVIII веке после согласных r и d сдвига не произошло, и [uː] остался прежним, как в словах room и droop).

Сдвигом гласных объясняется резкое различие в произношении слов: «короткое произношение» в словах mat, met, bit, cot вместо «длинного произношения» в словах mate, mete/meet, bite, coot.
Другими изменениями, которые оставили отголоски в современном языке были гомографические (homorganic) удлинения ld, mb, nd, на которые приходятся долгие гласные в словах child, mind, climb и др.; «пре-кластер» укорочения (Pre-cluster shortening), в результате которых произошли изменения полуколебаний гласных в словах child и children, keep и kept, meet и met; Трисиллабическое сокращение, которой отвечает за изменения в словах: grateful и gratitude, divine и divinity, sole и solitary.
Среди наиболее значимых изменений в развитии языка было развитие rhotic и Non-rhotic акцентов («r-dropping»); процесс trap-bath split в Британском варианте английского языка; процесс flapping чередования t and d между гласными в Американском варианте английского языка и Австралийском варианте английского языка.

### Изменения в гласных
Следующая таблица показывает основные события и изменения в ударных гласных, от времен древнеанглийского языка до современного английского языка (знак C обозначает любую согласную):
| Древнеанглийский (c. 900 AD) | Среднеанглийский (c. 1400 AD) | Ранний современный английский (c. 1600 AD) | Современный английский | Современное правописание | Примеры                 |
| ---------------------------- | ----------------------------- | ------------------------------------------ | ---------------------- | ------------------------ | ----------------------- |
| ɑː                           | ɔː                            | oː                                         | oʊ                     | oa, oCe                  | oak, boat, whole, stone |
| æː, æːɑ                      | ɛː                            | eː                                         | iː                     | ea                       | heal, beat, cheap       |
| eː, eːo                      | eː                            | iː                                         | iː                     | ee, -e                   | feed, deep, me, be      |
| iː, yː                       | iː                            | ǝi or ɛi                                   | aɪ                     | iCe                      | ride, time, mice        |
| oː                           | oː                            | uː                                         | uː                     | oo, -o                   | moon, food, do          |
| uː                           | uː                            | ǝu or ɔu                                   | aʊ                     | ou                       | mouse, out, loud        |
| ɑ, æ, æɑ                     | a                             | æ                                          | æ                      | a                        | man, sat, wax           |
| ɑ, æ, æɑ                     | aː                            | ɛː                                         | eɪ                     | aCe                      | name, bake, raven       |
| e, eo                        | e                             | ɛ                                          | ɛ                      | e                        | help, tell, seven       |
| e, eo                        | ɛː                            | eː                                         | iː                     | ea, eCe                  | speak, meat, mete       |
| i, y                         | ɪ                             | ɪ                                          | ɪ                      | i                        | written, sit, kiss      |
| o                            | o                             | ɔ                                          | ɒ                      | o                        | god, top, beyond        |
| o                            | ɔː                            | oː                                         | oʊ                     | oa, oCe                  | foal, nose, over        |
| u                            | ʊ                             | ɤ                                          | ʌ                      | u, o                     | buck, up, love, wonder  |
| u                            | ʊ                             | ʊ                                          | ʊ                      | u, o                     | full, bull              |

Следующая диаграмма показывает последовательность изменений в английских гласных за 600 лет, начиная с времен Среднеанглийского языка до времени Чосера. Великий сдвиг гласных можно наблюдать в период с 1400 по 1600 год.
В следующих таблицах показана история изменения английские слов, изменения перед /r/, различных варианты и исключения.

### Примеры
Изменения гласных за последние 2000 лет можно наблюдать на примере слов:
|                                              | one        | two        | three   | four     | five   | six   | seven    | mother   | heart     | hear           |
| Прагерманский язык, 0 г. н. э.               | ainaz      | twai       | θriːz   | feðwoːr  | fimf   | sehs  | seβun    | moːðeːr  | hertoːː   | hauzijanã      |
| Западногерманской, 400 г. н. э.              | ain        | twai       | θriju   | fewwur   | fimf   | sehs  | seβun    | moːdar   | herta     | haurijan       |
| Поздний древнеанглийский, 900 г. н. э.       | aːn        | twaː       | θreo    | feowor   | fiːf   | siks  | sĕŏvon   | moːdor   | hĕŏrte    | heːran, hyːran |
| (Поздний древнеанглийский письм.)            | (ān)       | (twā)      | (þrēo)  | (fēowor) | (fīf)  | (six) | (seofon) | (mōdor)  | (heorte)  | (hēran, hȳran) |
| Поздний среднеанглийский, 1350 г. н. э.      | ɔːn        | twoː       | θreː    | fowǝr    | fiːvǝ  | siks  | sevǝn    | moːðǝr   | hertǝ     | hɛːrǝ(n)       |
| (Поздний среднеанглийский письм.)            | (oon)      | (two)      | (three) | (fower)  | (five) | (six) | (seven)  | (mother) | (herte)   | (heere(n))     |
| Ранний современный английский, 1600 г. н. э. | oːn >! wʊn | twuː > tuː | θriː    | foːr     | fǝiv   | siks  | sevǝn    | mʊðǝr    | hert      | heːr           |
| Современный английский, 2000 г. н. э.        | wʌn        | tuː        | θriː    | fɔː(r)   | faiv   | sɪks  | sevǝn    | mʌðǝ(r)  | hɑrt/hɑːt | hiːr/hiǝ       |
|                                              | один       | два        | три     | четыре   | пять   | шесть | семь     | мама     | сердце    | слушать        |

## Грамматические изменения
В английском языке была когда-то система склонений, похожая на латинскую систему, склонения в современном немецком и исландском языках. Древнеанглийский язык различает именительный, винительный, дательный и родительный падежи, и отказался от прилагательных, некоторых местоимений, творительного падежа (который позже полностью совпал с дательным падежом). Кроме того, в языке имеется двойственное число, которое отличается от единственного и множественного числа.
Система склонений была значительно упрощена в среднеанглийский период, когда винительный и дательный объединились в один, также изменилось употребление родительного падежа после предлогов. Существительные в современном английском языке не склоняют по падежам, за исключением родительного падежа.

### Эволюция английского местоимения
Местоимения, такие как whom и  him (контрастировало с who и he), представляют собой смешение старых винительных и дательных падежей, местоимение her также включает в себя родительный падеж. Эта форма называется косвенным падежом, потому что она используется для дополнений глаголов (прямые, непрямые или косвенные), а также для дополнений предлогов. В английском языке после некоторых глаголов могут идти два дополнения — прямое (кого-что?) и непрямое (кому-чему?). В общем случае после глагола ставится непрямое дополнение, затем прямое. То есть порядок слов имеет вид Verb + Indirect Object + Direct Object.
Информация, ранее передаваемая различными падежными формами, в настоящее время передается с использованием в основном предлогов и определённого порядка слов. В древнеанглийском языке (подобно тому, как это происходит в современных немецком и исландском) использовались падежи.
Несмотря на то, что некоторые лингвисты продолжают использовать традиционные термины «винительный» и «дательный», но это скорее всего функции, а не морфологические конструкции современного английского языка. То есть, форма whom может играть роль винительного или дательного падежей (а также творительного или предложного падежей), но это единая морфологическая конструкция, контрастирующая с именительным падежом who и родительным whose. Многие лингвисты используют такие определения, как «субъективное», «объективное» и «притяжательное» для именительного, косвенного и родительного падежей местоимений.
В современном английском языке существительные имеют лишь одну исходную форму: притяжательный падеж, которая, как считают некоторые лингвисты, является клитикой (грамматически самостоятельным словом, зависимым фонологически).

#### Вопросительные местоимения
|                            | Падеж        | Древнеанглийский | Среднеанглийский | Современный английский язык |
| Мужчина, Женщина (Человек) | Именительный | hwā              | who              | who                         |
| Мужчина, Женщина (Человек) | Винительный  | hwone, hwæne     | whom             | who, whom1                  |
| Мужчина, Женщина (Человек) | Дательный    | hwām, hwǣm       | whom             | who, whom1                  |
| Мужчина, Женщина (Человек) | Творительный |                  |                  |                             |
| Мужчина, Женщина (Человек) | Родительный  | hwæs             | whos             | whose                       |
| Кастрат (Вещь)             | Именительный | hwæt             | what             | what                        |
| Кастрат (Вещь)             | Винительный  | hwæt             | what, whom       | what                        |
| Кастрат (Вещь)             | Дательный    | hwām, hwǣm       | what, whom       | what                        |
| Кастрат (Вещь)             | Творительный | hwȳ, hwon        | why              | why                         |
| Кастрат (Вещь)             | Родительный  | hwæs             | whos             | whose2                      |

1 — Необходимо учитывать различия между диалектами языка. 
2 — Usually заменяется  of what (послесловие).

#### Первое лицо личного местоимения
|                     | Падеж        | Древнеанглийский | Среднеанглийский | Современный английский язык |
| Единственное число  | Именительный | iċ               | I, ich, ik       | I                           |
| Единственное число  | Винительный  | mē, meċ          | me               | me                          |
| Единственное число  | Дательный    | mē               | me               | me                          |
| Единственное число  | Родительный  | mīn              | min, mi          | my, mine                    |
| Множественное число | Именительный | wē               | we               | we                          |
| Множественное число | Винительный  | ūs, ūsiċ         | us               | us                          |
| Множественное число | Дательный    | ūs               | us               | us                          |
| Множественное число | Родительный  | ūser, ūre        | ure, our         | our, ours                   |

(В древнеанглийском языке было Двойственное число, wit («we two») и так далее; но не поздняя форма, производная от it).

#### Второе лицо личного местоимения
|                     | Падеж        | Древнеанглийский | Среднеанглийский                | Современный английский язык |
| Единственное число  | Именительный | þū               | þu, thou                        | thou (you)                  |
| Единственное число  | Винительный  | þē, þeċ          | þé, thee                        | thee (you)                  |
| Единственное число  | Дательный    | þē               | þé, thee                        | thee (you)                  |
| Единственное число  | Родительный  | þīn              | þi, þīn, þīne, thy; thin, thine | thy, thine (your, yours)    |
| Множественное число | Именительный | ġē               | вы, ȝe, you                     | you                         |
| Множественное число | Винительный  | ēow, ēowiċ       | you, я                          | you                         |
| Множественное число | Дательный    | ēow              | you, я                          | you                         |
| Множественное число | Родительный  | ēower            | your                            | your, yours                 |

Обратите внимание, что ye/you различие все-таки существует, по крайней мере, при необходимости, в раннем современном английском языке: «Ye shall know the truth and the truth shall make you free» («Познаете истину и истина сделает вас свободными») из Библии короля Джеймса.
Здесь буква þ (взаимозаменяема с ð в рукописи) соответствует е. Для ȝ, смотри ег.
|              | Древнеанглийский | Древнеанглийский | Древнеанглийский    | Древнеанглийский    | Среднеанглийский | Среднеанглийский | Среднеанглийский    | Среднеанглийский    | Современный английский язык | Современный английский язык | Современный английский язык | Современный английский язык |
|              | Единственное     | Единственное     | Множественное число | Множественное число | Единственное     | Единственное     | Множественное число | Множественное число | Единственное                | Единственное                | Множественное число         | Множественное число         |
| Падеж        | Официальное      | Неофициальные    | Официальное         | Неофициальные       | Официальное      | Неофициальные    | Официальное         | Неофициальные       | Официальное                 | Неофициальные               | Официальное                 | Неофициальные               |
| ------------ | ---------------- | ---------------- | ------------------- | ------------------- | ---------------- | ---------------- | ------------------- | ------------------- | --------------------------- | --------------------------- | --------------------------- | --------------------------- |
| Именительный | þū               | þū               | ġē                  | ġē                  | you              | thou             | you                 | ye                  | you                         | you                         | you                         | you                         |
| Винительный  | þē, þeċ          | þē, þeċ          | ēow, ēowiċ          | ēow, ēowiċ          | you              | thee             | you                 | you                 | you                         | you                         | you                         | you                         |
| Дательный    | þē               | þē               | ēow                 | ēow                 | you              | thee             | you                 | you                 | you                         | you                         | you                         | you                         |
| Родительный  | þīn              | þīn              | ēower               | ēower               | your, yours      | thy, thine       | your, yours         | your, yours         | your, yours                 | your, yours                 | your, yours                 | your, yours                 |

#### Третье лицо личного местоимения
|                                | Падеж        | Древнеанглийский | Среднеанглийский               | Современный английский язык |
| Мужской род Единственное число | Именительный | hē               | he                             | he                          |
| Мужской род Единственное число | Винительный  | hine             | him                            | him                         |
| Мужской род Единственное число | Дательный    | him              | him                            | him                         |
| Мужской род Единственное число | Родительный  | his              | his                            | his                         |
| Женский род Единственное число | Именительный | hēo              | heo, sche, ho, he, ȝho         | she                         |
| Женский род Единственное число | Винительный  | hīe              | hire, hure, her, heore         | her                         |
| Женский род Единственное число | Дательный    | hire             | hire, hure, her, heore         | her                         |
| Женский род Единственное число | Родительный  | hire             | hir, hire, heore, her, here    | her, hers                   |
| Средний род Единственное число | Именительный | hit              | hit, it                        | it                          |
| Средний род Единственное число | Винительный  | hit              | hit, it, him                   | it                          |
| Средний род Единственное число | Дательный    | him              | hit, it, him                   | it                          |
| Средний род Единственное число | Родительный  | his              | his, its                       | its                         |
| Множественное число            | Именительный | hīe              | he, hi, ho, hie, þai, þei      | they                        |
| Множественное число            | Винительный  | hīe              | hem, ham, heom, þaim, þem, þam | them                        |
| Множественное число            | Дательный    | him              | hem, ham, heom, þaim, þem, þam | them                        |
| Множественное число            | Родительный  | hira             | here, heore, hore, þair, þar   | their, theirs               |

(Происхождение современных форм заимствовано из форм древнескандинавского языка þæir, þæim, þæira. В течение некоторого времени существовали два разных корня, хотя в настоящее время единственный общий остаток-это сокращенная форма em.).

## Примеры

### Беовульф

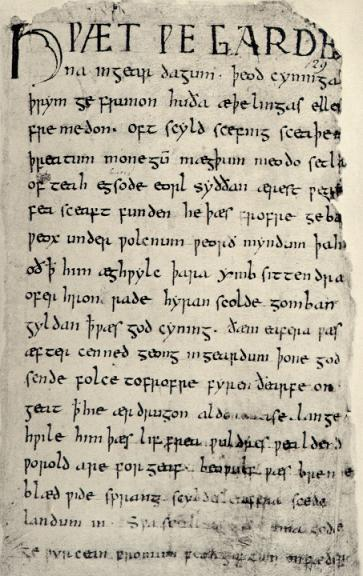
Рукопись Беовульф анонимного англосаксонской писца

Беовульф («пчелиный волк») — старинный английский Эпос, аллитерационный стих. Датируется 8-м — началом 11 века. Первые 11 строк эпоса:

| Hwæt! Wē Gār-Dena   | in geārdagum,        |
| þēodcyninga         | þrym gefrūnon,       |
| hū ðā æþelingas     | ellen fremedon.      |
| Oft Scyld Scēfing   | sceaþena þrēatum,    |
| monegum mǣgþum,     | meodosetla oftēah,   |
| egsode eorlas.      | Syððan ǣrest wearð   |
| fēasceaft funden,   | hē þæs frōfre gebād, |
| wēox under wolcnum, | weorðmyndum þāh,     |
| oðþæt him ǣghwylc   | þāra ymbsittendra    |
| ofer hronrāde       | hȳran scolde,        |
| gomban gyldan.      | Þæt wæs gōd cyning!  |

В переводе Фрэнсис Бартон Гуммера (Gummere) произведение выглядит так:

Lo, praise of the prowess of people-kings

of spear-armed Danes, in days long sped,

we have heard, and what honor the athelings won!

Oft Scyld the Scefing from squadroned foes,

from many a tribe, the mead-bench tore,

awing the earls. Since erst he lay

friendless, a foundling, fate repaid him:

for he waxed under welkin, in wealth he throve,

till before him the folk, both far and near,

who house by the whale-path, heard his mandate,

gave him gifts: a good king he!

### Путешествия Отера и Вульфстана
Произведение конца 9-го века The Voyages of Ohthere and Wulfstan (Путешествия Отера и Вульфстана) является прозаическим текстом на древнеанглийском языке . Его полный текст можно найти в Викитеке.

Ōhthere sǣde his hlāforde, Ælfrēde cyninge, ðæt hē ealra Norðmonna norþmest būde. Hē cwæð þæt hē būde on þǣm lande norþweardum wiþ þā Westsǣ. Hē sǣde þēah þæt þæt land sīe swīþe lang norþ þonan; ac hit is eal wēste, būton on fēawum stōwum styccemǣlum wīciað Finnas, on huntoðe on wintra, ond on sumera on fiscaþe be þǣre sǣ. Hē sǣde þæt hē æt sumum cirre wolde fandian hū longe þæt land norþryhte lǣge, oþþe hwæðer ǣnig mon be norðan þǣm wēstenne būde. Þā fōr hē norþryhte be þǣm lande: lēt him ealne weg þæt wēste land on ðæt stēorbord, ond þā wīdsǣ on ðæt bæcbord þrīe dagas. Þā wæs hē swā feor norþ swā þā hwælhuntan firrest faraþ. Þā fōr hē þā giet norþryhte swā feor swā hē meahte on þǣm ōþrum þrīm dagum gesiglau. Þā bēag þæt land, þǣr ēastryhte, oþþe sēo sǣ in on ðæt lond, hē nysse hwæðer, būton hē wisse ðæt hē ðǣr bād westanwindes ond hwōn norþan, ond siglde ðā ēast be lande swā swā hē meahte on fēower dagum gesiglan. Þā sceolde hē ðǣr bīdan ryhtnorþanwindes, for ðǣm þæt land bēag þǣr sūþryhte, oþþe sēo sǣ in on ðæt land, hē nysse hwæþer. Þā siglde hē þonan sūðryhte be lande swā swā hē meahte on fīf dagum gesiglan. Ðā læg þǣr ān micel ēa ūp on þæt land. Ðā cirdon hīe ūp in on ðā ēa for þǣm hīe ne dorston forþ bī þǣre ēa siglan for unfriþe; for þǣm ðæt land wæs eall gebūn on ōþre healfe þǣre ēas. Ne mētte hē ǣr nān gebūn land, siþþan hē from his āgnum hām fōr; ac him wæs ealne weg wēste land on þæt stēorbord, būtan fiscerum ond fugelerum ond huntum, ond þæt wǣron eall Finnas; ond him wæs āwīdsǣ on þæt bæcbord. Þā Boermas heafdon sīþe wel gebūd hira land: ac hīe ne dorston þǣr on cuman. Ac þāra Terfinna land wæs eal wēste, būton ðǣr huntan gewīcodon, oþþe fisceras, oþþe fugeleras.

На современном английском произведение читается так:

Ohthere from Hålogaland said to his lord, Alfred the Great, that he of all Norsemen lived north-most. He quoth that he lived in the land northward along the North Sea. He said though that the land was very long from there, but it is all wasteland, except that in a few places here and there Finns [i.e. Sami people encamp, hunting in winter and in summer fishing by the sea. He said that at some time he wanted to find out how long the land lay northward or whether any man lived north of the wasteland. Then he traveled north by the land. All the way he kept the waste land on his starboard and the wide sea on his port three days. Then he was as far north as whale hunters furthest travel. Then he traveled still north as far as he might sail in another three days. Then the land bowed east (or the sea into the land — he did not know which). But he knew that he waited there for west winds (and somewhat north), and sailed east by the land so as he might sail in four days. Then he had to wait for due-north winds, because the land bowed south (or the sea into the land — he did not know which). Then he sailed from there south by the land so as he might sail in five days. Then a large river lay there up into the land. Then they turned up into the river, because they dared not sail forth past the river for hostility, because the land was all settled on the other side of the river. He had not encountered earlier any settled land since he travelled from his own home, but all the way waste land was on his starboard (except fishers, fowlers and hunters, who were all Finns). And the wide sea was always on his port. The Bjarmians have cultivated their land very well, but they did not dare go in there. But the Terfinn’s land was all waste except where hunters encamped, or fishers or fowlers.

### Ayenbite of Inwyt
Произведение Ayenbite of Inwyt («Укол совести»), перевод с французской исповедальной прозы, написано на Кентском диалекте английского языка. Поскольку перевод был предназначен для чтения простыми людьми, то его язык имеет ряд особенностей. Его орфография прозрачно раскрывает детали произношения слов. Так слово «sin» пишется как zenne, «father» становится vader, «first» пишется как verst или averst.
Произведение написано в 1340 году:

Nou ich wille þet ye ywite hou hit is ywent

þet þis boc is ywrite mid Engliss of Kent.

Þis boc is ymad vor lewede men

Vor vader and vor moder and vor oþer ken

ham vor to berȝe vram alle manyere zen

þet ine hare inwytte ne bleve no voul wen.

'Huo ase god' in his name yzed,

Þet þis boc made god him yeve þet bread,

Of angles of hevene, and þerto his red,

And ondervonge his zaule huanne þet he is dyad. Amen.

### Кентерберийские рассказы

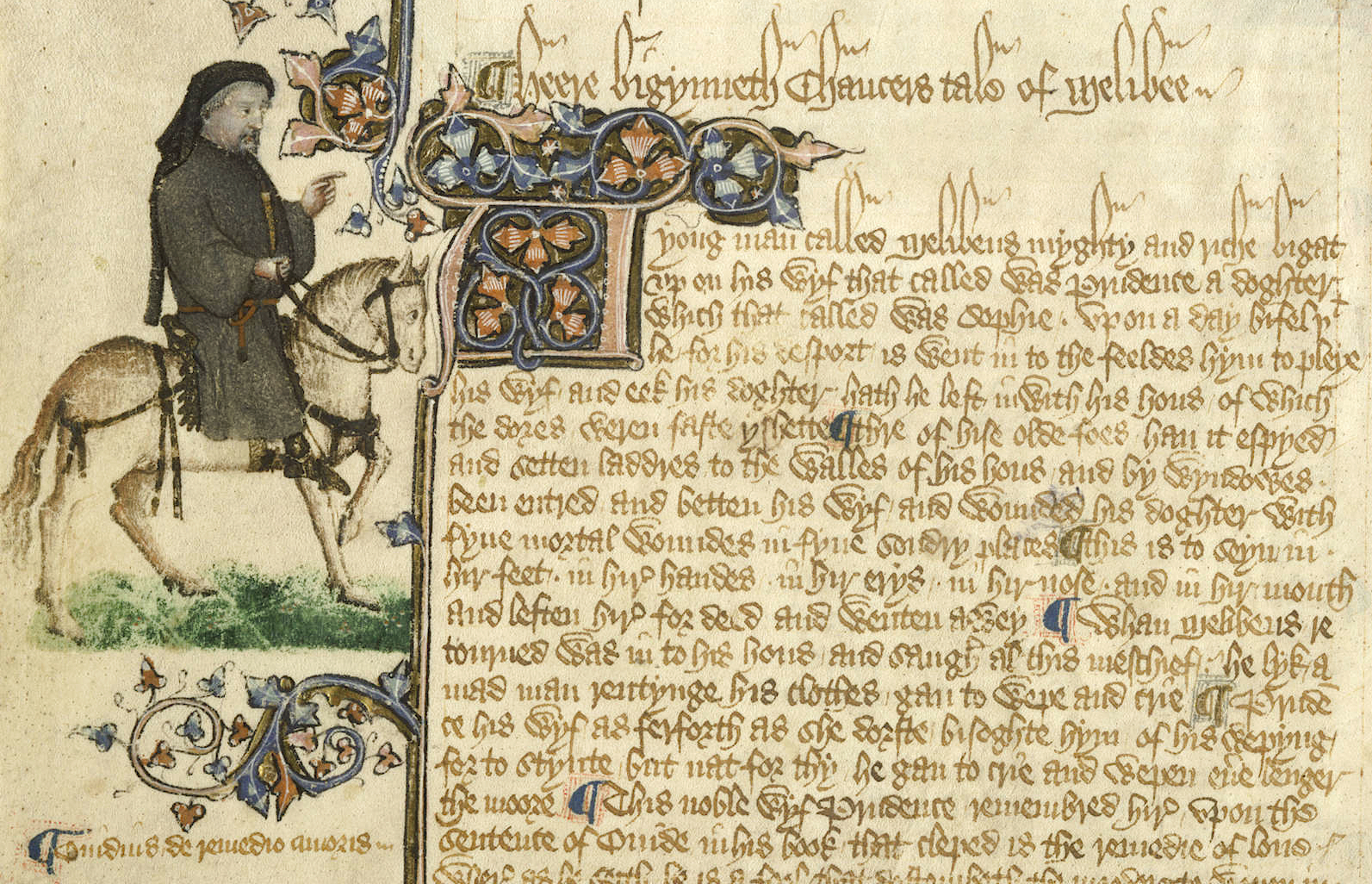
Рукопись Кентерберийских рассказов

«Кентерберийские рассказы», сборник рассказов в стихах и прозе, написан на лондонском диалекте среднеанглийского языка Джеффри Чосером в конце 14-го века:

Whan that Aprill with his shoures soote

The droghte of March hath perced to the roote,

And bathed every veyne in swich licour

Of which vertu engendred is the flour;

Whan Zephirus eek with his sweete breeth

Inspired hath in every holt and heeth

The tendre croppes, and the yonge sonne

Hath in the Ram his half cours yronne,

And smale foweles maken melodye,

That slepen al the nyght with open yë

(So priketh hem nature in hir corages),

Thanne longen folk to goon on pilgrimages,

And palmeres for to seken straunge strondes,

To ferne halwes, kowthe in sondry londes;

And specially from every shires ende

Of Engelond to Caunterbury they wende,

The hooly blisful martir for to seke,

That hem hath holpen whan that they were seeke.

### Paradise Lost

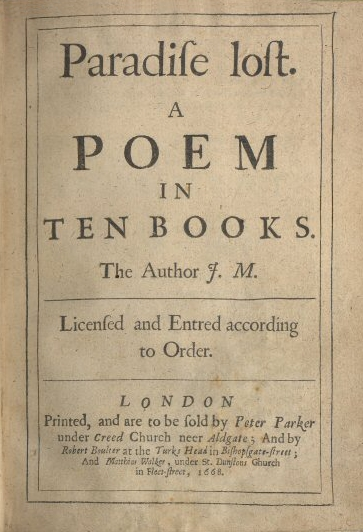
Обложка первого издания «Потерянного рая» Джона Мильтона, 1668 год.

Начало эпоса Потерянный рай в нерифмованном ямбе написано на Раннем современном английском языке Джоном Мильтоном и опубликовано в 1667 году:

Of Mans First Disobedience, and the Fruit

Of that Forbidden Tree, whose mortal tast

Brought Death into the World, and all our woe,

With loss of Eden, till one greater Man

Restore us, and regain the blissful Seat,

Sing Heav’nly Muse, that on the secret top

Of Oreb, or of Sinai, didst inspire

That Shepherd, who first taught the chosen Seed,

In the Beginning how the Heav’ns and Earth

Rose out of Chaos: Or if Sion Hill

Delight thee more, and Siloa’s Brook that flow’d

Fast by the Oracle of God; I thence

Invoke thy aid to my adventrous Song,

That with no middle flight intends to soar

Above th' Aonian Mount, while it pursues

Things unattempted yet in Prose or Rhime.

### Оливер Твист

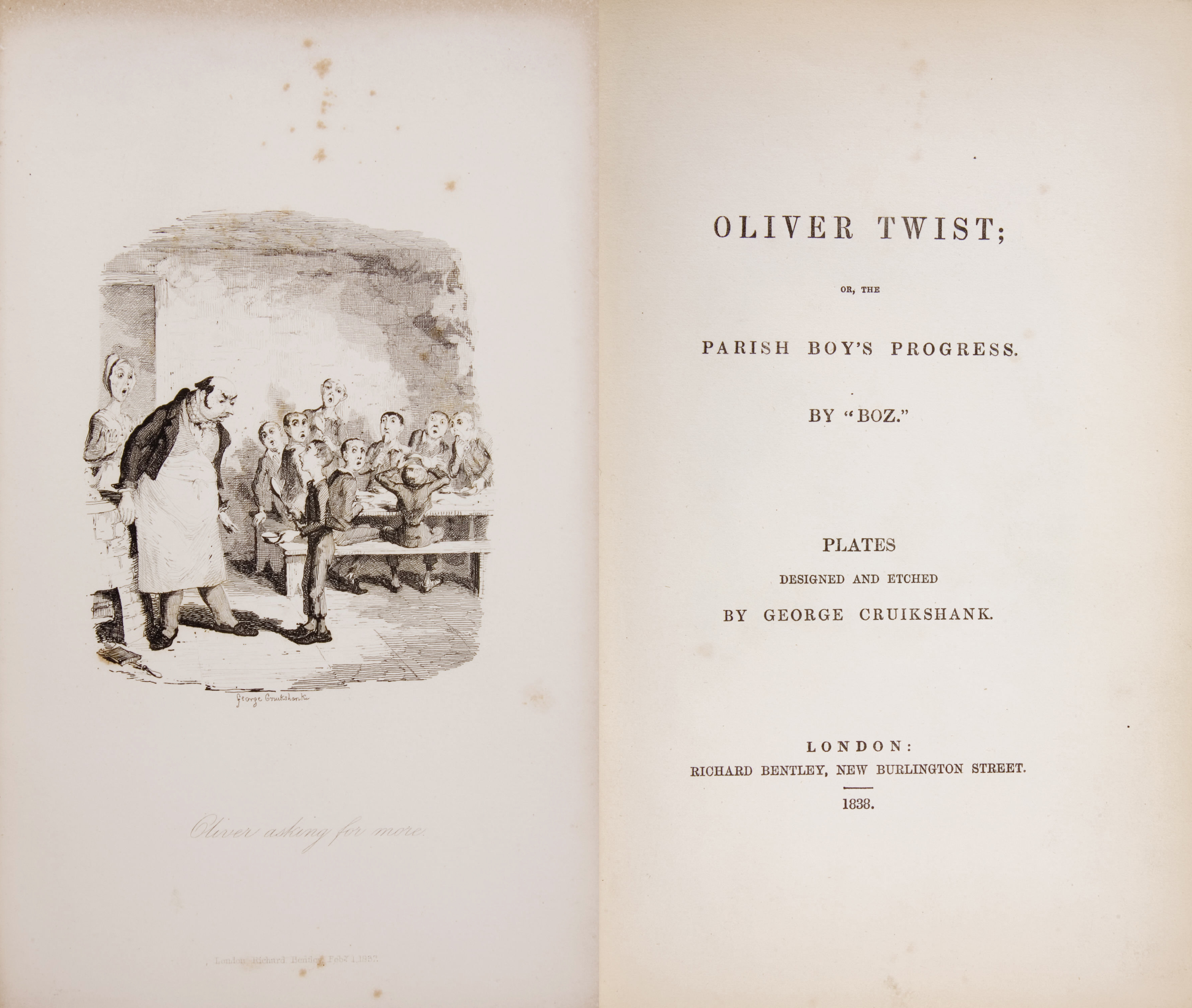
Первое издание «Приключений Оливера Твиста» с гравированной иллюстрацией Крукшенка

Произведение Приключения Оливера Твиста Чарльза Диккенса написано на современном английском языке и опубликовано в 1838 году:

The evening arrived: the boys took their places; the master in his cook’s uniform stationed himself at the copper; his pauper assistants ranged themselves behind him; the gruel was served out, and a long grace was said over the short commons. The gruel disappeared, the boys whispered each other and winked at Oliver, while his next neighbours nudged him. Child as he was, he was desperate with hunger and reckless with misery. He rose from the table, and advancing, basin and spoon in hand, to the master, said, somewhat alarmed at his own temerity—
«Please, sir, I want some more.»
The master was a fat, healthy man, but he turned very pale. He gazed in stupefied astonishment on the small rebel for some seconds, and then clung for support to the copper. The assistants were paralysed with wonder, and the boys with fear.
«What!» said the master at length, in a faint voice.
"Please, sir, " replied Oliver, «I want some more.»
The master aimed a blow at Oliver’s head with the ladle, pinioned him in his arms, and shrieked aloud for the beadle.

## Заимствования из русского языка
В английском словаре имеется много слов, заимствованных из русского языка.
К XVI веку между Великобританией и Россией установились регулярные торгово-экономические связи. Изучение жизни русского народа англичанами с последующим описанием Московского государства привело к заимствованию в английских русских слов из сферы хозяйственной деятельности, государственного устройства, торговли, системы мер, денежных единиц и т. д. В английских словарях XIV века появилось слово sable (соболь). Мех этого животного, обитающего в России высоко ценился в Англии.
В XVI веке в английский проникли русские слова, обозначающие предметы торговли, домашнего обихода, географическими названия, названия должностных и подчиненных лиц. К ним относятся слова: beluga (белуга), starlet (стерлядь), vodka (водка), boyar (боярин), Cossack (козак), voivoda (воевода), tsar (царь), ztarosta (староста), muzhik (мужик), rouble (рубль), altyn (алтын), copeck (копейка), pood (пуд), kvass (квас), shuba (шуба), samovar (самовар), troika (тройка), babushka (бабушка), pirozhki (пирожки), verst (верста), telega (телега) и другие. Появились в языке и научные термины: siberite (вид рубина), uralite (асбестовый сланец).
В XVIII—XIX веках в английский язык проникли русские исторические термины: ispravnik (исправник), miroed (мироед), obrok (оброк), barshina (барщина), troika (тройка). В XVIII веке было заимствовано потерявшее в этом процессе букву n слово mammoth (мамонт).
В конце XIX века на волне интереса к народно-демократическому движению в России в английском языке появляются слова: decembrist (декабрист), nihilist (нигилист), nihilism (нигилизм), narodnik (народник). Слово intelligentsia (интеллигенция) заимствовано из русского через польский язык. Несмотря на то, что корни слов к nihilist, decembrist, intelligentsia — латинские, эти слова являются заимствованиями из русского языка, так как они возникли в России, в связи с определёнными общественными движениями или общественными слоями людей в стране.
Советизмами назвали группу заимствований послеоктябрьского периода. Эту группу составили слова, используемые в СССР аббревиатуры и акронимы: Gosplan (Госплан), KGB (КГБ), gulag (Гулаг), komsomol (комсомол), soviet (советский), bolshevik (большевик), udarnik (ударник), kolkhoz (колхоз), sovkhoz (совхоз), activist (активист), palace of culture (дворец культуры), five-year plan (пятилетний план), hero of labor (герой труда), stakhanovit (стахановец). К советизмам относятся слова с сематическими изменениями (смысл слова отличается от написанного словами). Примером является «to throw out» (выбросить товар, то есть выставить его на продажу).
Среди наиболее употребляемых в современном английском языке являются заимствования кулинарных терминов, термины времен перестройки в СССР и др.: russian salad (винегрет, русский салат), Molotov (cocktail) (коктейль Молотова), balalaika (балалайка), bortsch (борщ), borzoi (борзая), byelorussian (белорус), dacha (дача), glastnost (гласность), kalashnikov («калашников»), karakul (каракуль, каракулевый мех), Kremlin (Кремль), perestroyka (перестройка), pogrom (погром), russian roulette (русская рулетка), samizdat (самиздат), Samoyed (самоед), shaman (шаман), sputnik (спутник), tass (ТАСС).
В процессе заимствования русские слова преобразовались согласно внутренним законам развития и произношения английского языка, что можно наблюдать по словам: copeck (копейка), knout (кнут, произносится как [naut]), starlet (стерлядь). Слова narodism (народничество), to knout (бить кнутом) образованы по словообразовательным моделям английского языка.